# Ахбердил Мухаммед
Ахбердил Мухаммед (авар. Ахбердилав МухIаммад, арм. Աղբերդյան Մուհամեդ, Ахбердян Мухаммед, чечен. Ахьвердин Махьма; 1803, Хунзах, Аварское ханство — 18 июня 1843, Гуш-Керт, Чечня) — генерал и мудир имама Шамиля. Ближайший сподвижник двух предшествующих имамов Дагестана Гази-Мухаммада и Гамзат-бека. Ещё при жизни Шамиля был объявлен одним из его преемником. Был одним из самых влиятельных людей в Имамате. После поражения при Ахульго в 1839 году, жил в Урус-Мартане у своего кунака и друга наиба Иссы, вместе с которым ходил в набеги. По одной из версии по происхождению аварец, по другой — сын племянника армянского прозелита-мусульманина.

## Происхождение и ранние годы
Родился в начале XIX века в аварском ауле Хунзах. По одним источникам, по национальности аварец. Согласно другим источникам, в том числе по версии личного писаря имама Шамиля, Мухаммада аль-Карахи, Ахберди был мусульманином-армянином. О его детстве и юности известно немногое. В Аварии его называли Ахбердил Мухаммад или Ахбердилав, в русских источниках XIX века он известен как Ахберды Магома. По характеристике Н. Ф. Дубровина, отличался умом и справедливостью.
Ахбердил получил прекрасное образование, свободно владел аварским, арабским, чеченским и кумыкским языками. Он учился у таких видных богословов как Саид Араканский, Лачинилав из Хариколо, позже у первого имама Гази-Мухаммада.
С зарождением на Кавказе мюридизма стал ярым его последователем. Проповеди первого имама Дагестана Гази-Мухаммада оказали на него сильное влияние. Ахбердил Мухаммед примкнул к движению первого имама, после его гибели был в числе сторонников второго имама Гамзат-бека.

## Мудир имама Шамиля
Известность к нему пришла в период Шамиля, при котором он был назначен мудиром Малой Чечни, самой большой по численности и территории Имамата. Хайдарбек Геничутлинский писал:
«Шамиль назначил своим наместником в одной из областей аварца (аль-авари), являющегося для тех мест мухаджиром — Мухаммада сына Ахберди-набожного учёного, активного борца за веру, помощника делу религии, сокрушителя неверных и мунафиков, опору Имама, верного слугу Ислама».

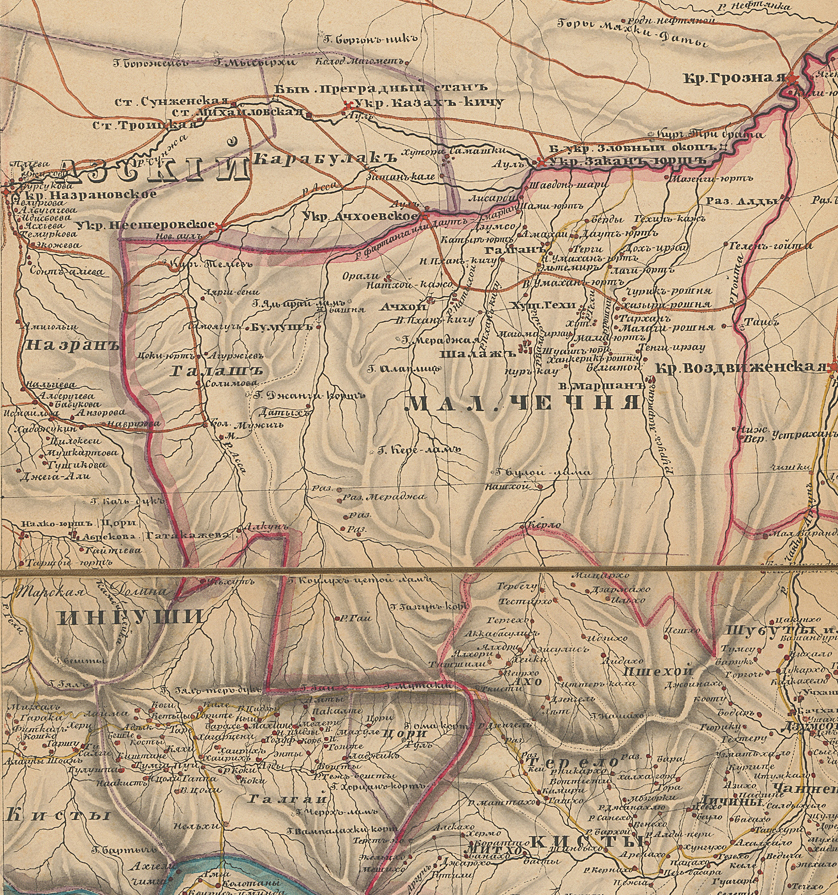
Карта Малой Чечни. 1847 г.

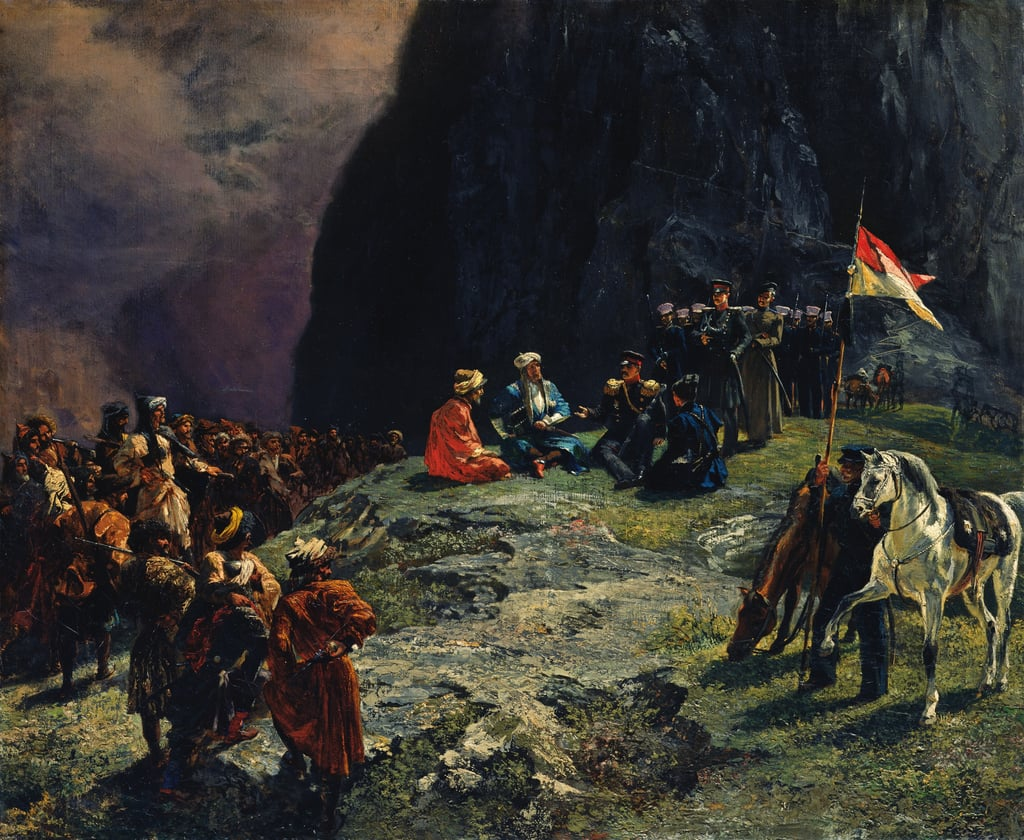
Свидание генерала Клюки-фон-Клюгенау с Шамилем. Мухаммад сидит между ними, в центре.

Горцы интересовались у Шамиля, откуда у него столько доверия к человеку «со стороны» (то есть армянина по происхождению). Шамиль же указывал на множество его положительных качеств.
В 1837 году Ахбердил Мухаммед присутствовал на встрече с русским генералом Клюгенау, где между ними произошла мелкая ссора. Дело в том, что по окончании переговоров наиб встал между Шамилем и генералом, который предложил имаму руку, тем самым препятствуя возможному рукопожатию. В ответ на это Клюгенау махнул костылём в сторону наиба, на что тот выхватил кинжал. В этот момент Шамиль поймал генеральский костыль и вступился за наиба, выразив против Клюгенау свой гнев. Благодаря вмешательству штабс-капитана Евдокимова конфликт едва удалось погасить. Мухаммед объяснил своё поведение тем, что «повелителю правоверных не следует пожимать руку колонизаторам».
Спустя два года Ахбердил Мухаммед принимал активное участие в защите крепости Ахульго летом 1839 года. Он прибыл туда на помощь имаму Шамилю со своим отрядом, сформированным из аварцев и чеченцев. Талант Ахбердил Мухаммеда как умелого военачальника особенно проявился, когда он стал наибом Малой Чечни. Донесения тех лет свидетельствуют, что малая Чечня под руководством Ахбердил Мухаммеда беспрерывно наносила удары царским войскам. В 1840 году Ахбердил Мухаммед, талантливый полководец, был возведён в чин мудира (равноценный званию генерала). 5 мая 1840 года его отряд нанёс поражение русским войскам у села Ачхой. 11 октября Мухаммед совершил набег на Моздок. Во время набега в плен к нему попала армянка, дочь моздокского купца-миллионщика Улуханова — Анна. Улуханов неоднократно пытался выкупить свою дочь у Ахбердила за огромный выкуп, взывая при этом «к милосердию и армянскому происхождению самого Ахвердилава», однако последний всякий раз отвечал, что «судьбу Анны может решить только сам имам». Впоследствии Анна, после принятия ислама, стала женой Шамиля. В июле 1840 года Ахбердил был одним из командующих в сражении на реке Валерик. В мае следующего года его отряд уничтожил военное поселение Александровское в Малой Кабарде на Военно-Грузинской дороге. В 1842 году принял участие в обороне Кумуха. Вместе с Хаджи-Муратом  участвовал в сражении у аула Кули против Аргутинского. В июне 1843 года Мухаммед совершил свой последний поход в Хевсуретию.

Царское командование пристально следило за ростом влияния чеченского наиба Ахбердил Мухаммеда. Оно осознавало, что это не прежний вспыльчивый «хунзахский абрек», а «выдающийся военачальник и администратор», авторитет для горцев. 29 января 1841 года Е. А. Головин отправил секретное предписание П. Х. Граббе, в котором предлагал выделить 2 тысячи рублей серебром «на истребление Ахберды Магомы, а исполнение дела сего… возложить на генерал-майора Ольшевского». 
«Нет сомнения, что через уничтожение этого предприимчивого сподвижника Шамиля мы избавились бы от одного из самых опаснейших его орудий, и успокоение Чечни было бы тогда делом гораздо менее затруднительным».
Вот как характеризует его генерал Е. А. Головин в письме к военному министру А. И. Чернышёву от 28 августа 1842 года:
«Шамиль под названием имама считается главою и духовным властелином. Первым после него признается Ахверды-Магома, долженствующий заступить на его место в случае его смерти».
Ахбердилав проявил себя как умелый управленец, проведя целый ряд реформ. В частности запретил отрубать головы убитым врагам, уменьшил размер податей, для беднейшего слоя населения, а затем и вовсе их отменил и т. д.
Ахбердил Мухаммед — один из пяти наибов имевших звание генерала. По версии дагестанского историка являлся вторым человеком в Имамате после Шамиля. Предполагалось, что именно он займёт место имама в случае гибели Шамиля. Сам Шамиль про него говорил:
«Нет другого храбреца как Ахбердил Мухаммад, и острее сабли, чем его сабля».
В устных преданиях горцев отмечалось благородство Ахбердила. Так, после одного из боестолкновений, он распорядился подобрать тела погибших русских солдат и ночью отправить «отважных воинов» в русский лагерь за священником, чтобы тот свершил христианский обряд перед их захоронением. При этом хоронили русских солдат сами горцы.

### Гибель
Будучи наибом в Малой Чечне, Ахбердил Мухаммед пользовался огромным уважением среди чеченцев. Ахбердилав был похоронен в селении Гуш-Керт нынешнего Шатоевского района Чечни.
По донесению пристава горских народов князя Авалишвили, Ахбердил Мухаммед 12 июня 1843 года близ села Шатили (Хевсуретия, в верховьях реки Аргун) был «тяжело ранен в спину выше лопатки пулей, которая осталась у него внутри». Так же есть ряд других источников, указывающих на то, что Ахбердил Мухаммед погиб от рук жителей хевсурского селения Шатили. В 1842 году Ахбердил Мухаммед приследуя цесаревича Александа прибыл в Шатили, где погиб от хевсурской пули. По хевсурским преданиям, Ахбердил Мухаммеда выманил будто бы на переговоры и нанёс ему смертельную рану молодой шатилец, который поклялся отомстить за гибель своих близких от шашек мюридов. Ахбердил Мухаммед сумел нанести ему смертельную рану, отступил в горы, взяв пленных и уведя большое количество скота. По другой версии, Ахбердил Мухаммеда убил горец по имени Чванта, подкупленный шатильскими старшинами. По версии А. П. Берже и Н. Ф. Дубровина, Ахбердил умер от раны полученой при набеге на ингушское селение Цори. 18 июня 1843 года Ахбердил Мухаммед скончался. На следующий день начальник левого фланга Кавказской линии генералмайор Р. К. Фрейтаг доносил А. И. Нейдгардту: «Смерть Ахверды Магомы имеет сильное влияние на чеченцев, и они упали духом». Имам Шамиль лишился в лице Ахбердил Мухаммеда верного сподвижника, «выдающегося военачальника», умелого честного администратора, преемника. Его уважали даже противники. Генерал А. И. Гагарин писал: «В Малой Чечне он (Шамиль) в наибы назначил Ахверди Магому, набегами своими страшного всему Тереку, но доброго и благородного человека. Во всех важных случаях этот храбрый воин был правая рука Шамиля».

## В преданиях, легендах и эпических традициях
По аварскому преданию, якобы российский император спросил у Шамиля: «Кто у тебя был из тех, который наиболее радовал твое сердце?» Шамиль ответил: «Хириясул Алибек и Ахбердил Магома». «А в чем выражался их подвиг?» «Самый малый подвиг был тот, что снаряд неприятеля, готовый разорваться около моих горцев-воинов, они отбрасывали прочь, опережая друг друга, не задумываясь о смертельной опасности». Здесь для характеристики героических наибов используется устойчивый фольклорный прием – восторженная оценка имама Шамиля своих сподвижников, в действительности очень сдержанного и скупого на похвалу.
Предание «Бедняга, что ты здесь делаешь?» также построено на мотиве испытания героя. И в нем обыгрывается железная выдержка Ахбердил Мухаммеда, поражающая даже таких неординарных личностей, как легендарный Хаджи-Мурат. Рассказывают, что как-то на Гунибской горе, когда Ахбердил Мухаммед молился в пещере, злопыхатель запустил к нему змею, и она взобралась ему на плечо. Ахбердил Мухаммед погладил ее и промолвил:"Бедняга, что ты здесь делаешь?". Тогда, говорят, Хаджи-Мурат сказал:"Сталью, наверно, залито сердце его!".
По преданию «Наиб без пальца» наиб Ахбердил Мухаммед встретил в Чечне у родника девушку чарующей красоты. Мотив «встречи юноши и девушки у родника» имеет символическое знамение создания семьи. Этот мотив, особенно характерный для поэтических (свадебных) произведений и волшебных сказок, переходит в позднейшем и в предания. Здесь чеченец, спутник Ахбердил Мухаммеда, идеально выполняющий роль второго лица, друга героя, не раздумывая, уступает ему свою невесту. На другой же день Ахбердил Мухаммед уехал с засватанной невестой из Чечни. Друг чеченец проводил их до самой границы. Раньше в Дагестане, говорят, был обычай: где бы горец ни взял девушку в жены, он не имел права прикоснуться к ней, пока не сыграет свадьбу в своем доме. Поэтому Ахбердил Мухаммед ехал верхом на коне, а его будущая жена — в фаэтоне. Во время привала наиб заглянул в фаэтон и увидел там смеющуюся девушку. Ему показалось, что она насмехается над ним. Разозлившись на неё, коснувшись пальцем её спины, он спросил: «Ты почему смеешься надо мной?». Девушка ответила, что она до сих пор плакала, у неё от слез иссохли глаза, теперь она стала смеяться. Затем она поведала наибу, что на днях на ней должен был жениться чеченец, друг наиба, которого она очень любит. Ахбердил Мухаммед тут же отрезал палец со словами: «Мне ни к чему палец, прикоснувшийся к невесте друга». Они поскакали назад в Чечню и, как положено идеальному герою, он женил друга на его невесте. Возможно, таким образом дается фольклорное возвышенно-романтическое объяснение, почему Ахбердил Мухаммеда называли в народе «Килиш гьечIев наиб» (авар. «Наиб без пальца»). И по преданию «Как Ахбердил Мухаммед женил Хаджи-Мурата», Ахбердил Мухаммед также предстает как идеальный, благородный герой, уважающий как чувства своей невесты — красавицы Сану, так и друга — Хаджи-Мурата. Он говорит ему: «Сану больше подходит тебе, женись на ней, я благословляю вас».
Как установил Ю. У. Дадаев, в основу предания «Наиб без пальца» и поэмы Расула Гамзатова «Четырехпалая рука» легли действительные события. Не случайно же наиб Ахбердил Мухаммед и его друг и соратник чеченец Батуко из Шатоя похоронены рядом. «Самым удивительным и приятным для нас было то, — пишет Ю. У. Дадаев, — что за могилами двух друзей — шамилевских наибов вот уже более 60 лет ухаживает праправнук Батуко, 93-летний ветеран войны и труда Ахтаев Жунид, проживающий в селении Гушкорт, прямо перед кладбищем, где похоронены Ахбердил Мухаммад, Батуко и их потомки».
В то же время в народном восприятии образ Ахбердил Мухаммеда многогранен. В преданиях высвечены и такие черты, как веротерпимость, благородство, отражающие исламские нравственные понятия горцев. Они нашли своеобразное выражение в предании «Отмена жесткого обычая». Рассказывают, что во время Кавказской войны среди отдельных горцев и казаков бытовал жестокий обычай обезглавливания убитых врагов для получения вознаграждения. Этот обычай перестал существовать после случая, имевшего место в Чечне. Как-то после сражения на поле боя остались тела убитых русских. Ахбердил Мухаммед отправил ночью отважных воинов в русский лагерь за священником для того, чтобы он совершил христианский погребальный обряд над убитыми русскими солдатами перед захоронением их горцами. Возвратившись назад, священник поведал своим о благородном поступке предводителя горцев. Пораженные русские поклялись, что отныне и они не будут обезглавливать убитых горцев.
Религиозное милосердие воспринимается по канонам ислама как проявление нравственности, как терпимость к другой религии. Здесь обобщенно-идеализированный герой Ахбердил Мухаммед предстаёт как глубоко верующий человек, проявляющий уважение к представителю другого вероисповедания. В этом предании изображены реальные события, происшедшие после боя, в Гехинском лесу (Чечне), после этого сражения Ахбердил Мухаммед запретил своим воинам отрубать головы убитым русским.

## В литературе и кино
Расул Гамзатов посвятил ему произведение «Четырёхпалая рука», повествуя в нём о вышеуказанном случае.
Из Хунзаха родом он —

Доблестный Ахбердилав,

Имя чьё, как сабли звон,

Благозвучно для вершин.

 Первый куплет произведения
В апреле 2014 года телеканал «Наследие» выпустил документальный фильм «Ахбердил Мухаммад — преемник Имама Шамиля», рассказывающий о жизни и деятельности наиба.